# Хейти
Хе́йти (др.-сканд. heiti) — в скальдической литературе один из основных стилистических элементов, поэтическое описательное имя (наименование). Выражение хейти используется для обозначения не являющегося обычным (собственным) имени, которым называют человека или вещь. Кроме того, для объяснения понятия хейти применяются выражения «поэтический синоним» или «прозвище».

## Этимология
Heiti означает буквально «имя», «название». Аналогичные переводы встречаются и в других современных языках (англ. name или нем. Benennung, Name).

## Хейти в письменных источниках
Основными источниками знаний о хейти являются поэзия скальдов и тулы (др.-сканд. þulur), стихотворные списки хейти, созданные во второй половине XII или в начале XIII века и сохранившиеся в разных версиях в рукописях «Младшей Эдды». В «Старшей Эдде», в отличие от скальдической поэзии, только очень ограниченный круг понятий обозначался при помощи хейти, которые к тому же обычно не были продуктом индивидуальной выдумки и не создавались при сочинении песни, а черпались из традиции.
Значительная часть относящегося к «Младшей Эдде» «Языка поэзии» посвящена разъяснению кеннингов и хейти, сопровождаемых многочисленными примерами, которых насчитывается более 2,5 тысяч. Причём в ней не проводится чёткого разделения между обоими понятиями — возможно, по той причине, что Снорри Стурлусон просто не успел закончить работу над этим разделом (особенно это видно по манускрипту Codex Upsaliensis, вероятно, самой ранней версии его литературного труда), либо подобная классификация была ему не так важна. Поскольку в своём сочинении Стурлусон видел пособие для юных поэтов, которые в первую очередь должны были учиться слагать хвалебные стихи своим королям и ярлам, то в «Перечне размеров», завершающем «Младшую Эдду», насчитывается, к примеру, порядка 120 кеннингов и хейти для обозначения правителей, но ни одного, описывающего великанов.
В комментарии к «Перечню размеров», также приписываемому Стурлусону, автор говорит, что можно выразить себя тремя способами: назвать что-то по (собственному) имени, использовать хейти или кеннинг (эта же мысль повторяется в «Языке поэзии»)
Кроме того, Хейти — это имя одного из морских конунгов в «Списках имён» (приложении к «Младшей Эдде»).

## Хейти и другие поэтические приёмы
Появление хейти может быть объяснено в религиозном контексте существованием табу на произнесение действительных имён (например, богов). Одним из способов создания нового хейти является также преобразование мифологического имени в нарицательное (например, Фреки, имя мифологического волка, становится поэтическим синонимом волка как такового).
Понятие хейти в современном исландском языке не обязательно соответствует тому значению, которое придавал ему Стурлусон (особенно, исходя из контекста его работ). При таком рассмотрении кеннинги становятся лишь особым подвидом хейти, а последние не полностью разграничиваются с ofljóst («двусмыслица»: игра слов, заключающаяся в замене омонимов) или fornǫfn (антономасия, замена нарицательного имени собственным). Рассматривая хейти в более узком смысле, разницу между ним и кеннингом упрощённо можно представить следующим образом: хейти — синоним заменяемого слова, а кеннинг — его дву- или многосложный перифраз. Подставляя различные хейти вместо составных частей кеннинга, можно варьировать последний.
Условно хейти можно разделить на две категории: ókent heiti — «необозначенные наименования», «простые метафоры» (то есть имена, наименования, обозначения, термины без перифраз и атрибутов) — и kent heiti — имена с использованием перифраз и атрибутов (что сближает их с кеннингами). Разновидностью хейти являются также так называемый видкеннинг (др.-сканд. vіðkenning — например, слово «убийца» в кеннинге «убийца Фафнира») и саннкеннинг (др.-сканд. sannkenning — сложные слова со значениями типа «мудрый человек»).

## Примеры хейти
Как правило, хейти не поддаются сколько-нибудь эквивалентному переводу на современные языки, так как ни в одном из них нет такого огромного количества поэтических синонимов: из «Списка имён», среди прочего, только для «меча» известно 170 хейти, для «птицы» — 114, для «реки» — 112. Многочисленные примеры хейти приводятся и в «Языке поэзии»: там ветер зовется «ураганом», «попутным», «дуновеньем», «бурей», «вихрем», «порывом», а в «Речах Альвиса» («Старшая Эдда») мудрый карлик говорит, что

«Люди Ветром зовут,

а боги — Летящим,

он Ржущий у асов,

Ревущий — у турсов,

Шумящий — у альвов,

а в Хель он Порывистый»
Вместе с тем, одно и то же слово может быть хейти для различных объектов: например, olgr («производящий шум») употребляется для ястреба, быка, огня и Одина (в этом случае говорят о полисемии хейти).